# Harald Lewin
Harald Eugen Lewin, född 11 mars 1915 i Lund, död 23 mars 2000 i Malmö, var en svensk målare och tecknare. 
Lewin studerade vid flera målarskolor i Danmark och Paris. Hans konst består av blomsterstilleben, gatumotiv och skånska landskap ofta med snö. Lewin är begravd på Östra kyrkogården i Malmö.